# Muntanya de Ferreres
La Muntanya de Ferreres és una serra situada al municipi de Pontons a la comarca de l'Alt Penedès, amb una elevació màxima de 821 metres.